# Ush
Ush (en sumeri (𒍑 Uš, que possiblement es pot llegir Ninta) va ser rei o ensi d'Umma, una Ciutat estat de Sumer, cap a l'any 2450 aC.
El nom del rei es troba en diverses inscripcions, com per exemple en l'anomenat Con d'Entemena, on es diu que va violar la frontera amb Lagaix, que havia estat solemnement establerta pel rei Mesalim (ca. 2600 aC). Segons el relat conservat, Ush va envair el territori de Lagaix, i la seva invasió va ser repel·lida, encara que no es diu quin rei o quin general ho va fer. Es creu que qui va derrotar Ush va ser Eannatum I, rei de Lagaix, segons es pot deduir de la lectura d'un fragment de l'Estela dels voltors que sembla indicar que després de la pèrdua de 3.600 soldats al camp de batalla, Ush va ser assassinat a la seva capital, Umma.
Eannatum va signar un tractat delimitant les fronteres amb Enakale, el successor d'Ush, tal com es descriu al Con d'Entemena.